# آن مرد از ریو
آن مرد از ریو (فرانسوی: L'Homme de Rio‎) یک فیلم سینمایی محصول مشترک ایتالیا و فرانسه در ژانر جنایی و ماجراجویی به کارگردانی فیلیپ د بروکا است که در سال ۱۹۶۴ منتشر شد. از بازیگران اصلی این فیلم می‌توان به ژان‌پل بلموندو، فرانسواز دورلیاک، ژان سروه و آدولفو چلی اشاره کرد.

## خلاصه فیلم
مرد جوانی برای نجات دوست‌دخترش که توسط آدم‌ربایان به ریو برده شده‌بود به این شهر می‌رود و…